# Gresten
Gresten è un comune austriaco di 2 017 abitanti nel distretto di Scheibbs, in Bassa Austria; ha lo status di comune mercato (Marktgemeinde).